# Ameles insularis
Ameles insularis es una especie de mantis de la familia Mantidae.

## Distribución geográfica
Es endémica de Mallorca, Baleares (España).